# Тімо Маєр
Тімо Маєр (нім. Timo Meier; 8 жовтня 1996, м. Герізау, Швейцарія) — швейцарський хокеїст, правий нападник. Виступає за «Сан-Хосе Шаркс» у Національній хокейній лізі (НХЛ).
Вихованець хокейної школи ХК «Герізау». Виступав за «Галіфакс Мусгедс» (QMJHL).
У складі молодіжної збірної Швейцарії учасник чемпіонату світу 2015. У складі юніорської збірної Швейцарії учасник чемпіонату світу 2013.
Нагорода
- Трофей Майка Боссі (2015)